# Christina Kubisch
Christina Kubisch, tysk konstnär, född 1948.
Christina Kubisch brukar beteckna sig själv som ljudkonstnär. Hon är utbildad inom klassisk komposition, med tvärflöjt som sitt huvudinstrument, men redan mot slutet av sin utbildning började hon ifrågasätta den skicklighetsbaserade klassiska musiken. Hon tog kontakt med John Cage och arbetade under en period tillsammans med honom. 
Hon har gjort sig känd genom en form av rumsliga ljudinstallationer som bygger på magnetisk induktion. Hennes ljudverk kretsar ofta kring frågor om natur kontra kultur och hur vårt samhälle och kulturella arv påverkar hur vi lyssnar och vad vi hör. Ett annat spår i hennes konstnärskap är hur hon arbetar med ljus. Antingen kan hon gestalta ljus genom ljud eller också kan hon exempelvis fylla sina rumsliga ljudgestaltningar med ljusslingor.
Hon har bland annat visats på utställningar som venedigbiennalen, documenta 1987 i Kassel, Ars Electronica i Linz och Sonic Boom i London. 

I Sverige har hon bland annat visats på Göteborgs Konsthall och IASPIS Galleriet i Stockholm.